# تری پولو
 تری پولو (انگلیسی: Teri Polo؛ زادهٔ ۱ ژوئن ۱۹۶۹) یک هنرپیشه اهل ایالات متحده آمریکا است. وی از سال ۱۹۸۶ میلادی تاکنون مشغول فعالیت بوده‌است.
تری پولو متولد آمریکا و زاده ایالت دلور می‌باشد. نیاکان ایتالیایی، انگلیسی و آلمانی دارد.

## برگزیده ی آثار
از فیلم‌ها یا برنامه‌های تلویزیونی که وی در آن نقش داشته است می‌توان به :
- ملاقات با والدین
- ورود
- فراتر از مرزها
- ملاقات با فاکرها
- فاکرهای کوچک
- اختلاف داخلی
- پرورشگاهی ها
- طعم عاشقانه
- شبح اپرا
- قانون‌شکنان و فرشتگان
- ناگفته
- تاریخ معما
- فوت کرد